# Simon Beckett
Simon Beckett (ur. 20 kwietnia 1960 w Sheffield) – brytyjski dziennikarz i pisarz.

## Życiorys
Urodził się 20 kwietnia 1960 w Sheffield w Anglii, gdzie też się wychował. Po uzyskaniu na Newcastle University stopnia Master of Arts z języka angielskiego przez kilka lat uczył w Hiszpanii. Po powrocie do kraju, na początku lat 90. rozpoczął pracę jako dziennikarz. Publikował m.in. w „The Times”, „The Independent on Sunday”, „The Daily Telegraph” i „The Observer”. Był już wcześniej autorem kilku powieści i nowel kryminalnych (m.in. Animals, która zdobyła Marlowe Award), jednakże większy rozgłos zyskał dopiero po wydaniu w 2006 powieści Chemia śmierci z gatunku thrillerów medycznych, której głównym bohaterem był David Hunter. Książka ta została przetłumaczona na 27 języków i była nominowana do nagrody Złoty Sztylet, przyznawanej w gatunku powieści kryminalnych. Przygody Davida Huntera doczekały się kontynuacji.

## Twórczość

### Seria zDavidem Hunterem
- 2006: Chemia śmierci (The Chemistry of Death)
- 2007: Zapisane w kościach (Written in Bone)
- 2009: Szepty zmarłych (Whispers of the Dead)
- 2011: Wołanie grobu (The Calling of the Grave)
- 2013: Dzień jak dzień (Snowfall and a Normal Day) - opowiadanie
- 2016: Cat and Mouse - opowiadanie
- 2017: Niespokojni zmarli (The Restless Dead)
- 2019: Zapach śmierci (The Scent of Death)

### Inne
- 1994: Fine Lines
- 1995: Animals
- 1997: Zimne ognie (Where There's Smoke)
- 1998: Owning Jacob
- 2014: Rany kamieni (Stone Bruises)
- 2022: Zagubiony (The Lost)